# شریف‌آباد (ارومیه)
شریفاباد، روستایی است از توابع بخش انزل و در شهرستان ارومیه استان آذربایجان غربی ایران. عمده فعالیت مردم این روستا دامداری سنتی و کشاورزی دیمی است.

## جمعیت
این روستا در دهستان انزل جنوبی قرار داشته و بر اساس سرشماری سال ۱۳۸۵ جمعیت آن ۱۳۱ نفر (۲۷ خانوار)
بوده‌است.